# Neurophyseta
Neurophyseta is een geslacht van vlinders van de familie van de grasmotten (Crambidae), uit de onderfamilie van de Musotiminae. De wetenschappelijke naam en de beschrijving van dit geslacht zijn voor het eerst gepubliceerd in 1895 door George Francis Hampson.

## Soorten
- Neurophyseta aetalis (Walker, 1859)
- Neurophyseta albicomma (Swinhoe, 1894)
- Neurophyseta albiflavidalis (Warren, 1896)
- Neurophyseta albimarginalis Schaus, 1920
- Neurophyseta albinalis Hampson, 1912
- Neurophyseta albirufa Hampson, 1912
- Neurophyseta arcigrammalis Hampson, 1912
- Neurophyseta arcuatalis Hampson, 1912
- Neurophyseta argyroleuca Hampson, 1912
- Neurophyseta auralis Hampson, 1912
- Neurophyseta avertinalis (Schaus, 1924)
- Neurophyseta bolusalis (Walker, 1859)
- Neurophyseta camptogrammalis Hampson, 1912
- Neurophyseta clymenalis (Walker, 1859)
- Neurophyseta comoralis (Strand, 1916)
- Neurophyseta completalis (Dognin, 1904)
- Neurophyseta conantia Phillips & Solis, 1996
- Neurophyseta cyclicalis Schaus, 1913
- Neurophyseta dabiusalis (Schaus, 1924)
- Neurophyseta damescalis Guenée, 1854
- Neurophyseta dasymalis (Dyar, 1926)
- Neurophyseta debalis (Druce, 1896)
- Neurophyseta diplogrammalis Hampson, 1912
- Neurophyseta disciatralis Hampson, 1917
- Neurophyseta durgalis Schaus, 1920
- Neurophyseta flavirufalis Hampson, 1917
- Neurophyseta fulvalis Hampson, 1912
- Neurophyseta fulvilinealis Hampson, 1917
- Neurophyseta fulvistrigalis Hampson, 1917
- Neurophyseta fulvobasalis (Snellen, 1880)
- Neurophyseta graphicalis (Hampson, 1917)
- Neurophyseta hoenei (Caradja, 1934)
- Neurophyseta interruptalis (Wileman & South, 1917)
- Neurophyseta irrectalis (Guenée, 1854)

- Neurophyseta isorrhoa (Meyrick, 1936)
- Neurophyseta jessica Phillips & Solis, 1996
- Neurophyseta laothoealis (Walker, 1859)
- Neurophyseta laudamialis Walker, 1859
- Neurophyseta marginalis (Moore, 1888)
- Neurophyseta marin Phillips & Solis, 1996
- Neurophyseta mellograpta Dyar, 1914
- Neurophyseta mesophaealis Hampson, 1917
- Neurophyseta mineolalis (Schaus, 1940)
- Neurophyseta mollitalis (Schaus, 1912)
- Neurophyseta narcissusalis (Walker, 1859)
- Neurophyseta normalis Hampson, 1912
- Neurophyseta paroalis (Schaus, 1906)
- Neurophyseta perlalis (Hampson, 1897)
- Neurophyseta perrivalis Hampson, 1912
- Neurophyseta phaeozonalis (Hampson, 1906)
- Neurophyseta pomperialis (Druce, 1896)
- Neurophyseta purifactalis (Dyar, 1914)
- Neurophyseta randalis (Druce, 1896)
- Neurophyseta renata Phillips & Solis, 1996
- Neurophyseta rufalis Hampson, 1912
- Neurophyseta saniralis (Viette, 1989)
- Neurophyseta sittenfelda Phillips & Solis, 1996
- Neurophyseta sogalalis (Viette, 1989)
- Neurophyseta stigmatalis (Dognin, 1904)
- Neurophyseta subpuralis (Walker, 1866)
- Neurophyseta taiwanalis (Shibuya, 1928)
- Neurophyseta turrialbalis Schaus, 1912
- Neurophyseta upupalis (Guenée, 1862)
- Neurophyseta ursmaralis Schaus, 1927
- Neurophyseta villarda Phillips & Solis, 1996
- Neurophyseta virginalis (Dognin, 1904)
- Neurophyseta volcanalis Schaus, 1920
- Neurophyseta zobeida Phillips & Solis, 1996